# 李祖冰
李祖冰（英文名：T．P．Lee，1910年—2002年），中国早期留德生，中华民国政治军事人物，台湾实业家。

## 生平
生于1910年农历一月二日于上海。祖籍浙江宁波府镇海县，今属北仑区，小港李家第四辈（“祖”字辈）。上海总商会会长李云书第十一子。幼年时曾任上海滩名演员胡蝶婚礼上的男傧相。早年赴德国留学，毕业于德国柏林工业大学电机工程科。在德期间，与俞大维、钱子宁等为挚友，其中俞大维学兵工，钱（著名分子生物学家钱泽南之父）学造纸，李学机电。
归国后，在中华民国国防部、交通部任职，曾是俞大维得力助手。历任中华民国国防部总务处处长、兵工署購料科委員會主委，抗战中负责自德国、美国进口改良武器弹药，直接听命于俞。再转中华民国交通部任司长。
1949年移居台湾，自政府部门解职。1949年10月，在台北创办“中德行”，与西德工商界人士合资经营，后改名作“中德贸易公司”，任总经理。又创办利汉贸易公司，任董事长兼总经理。